# ステレオグラム

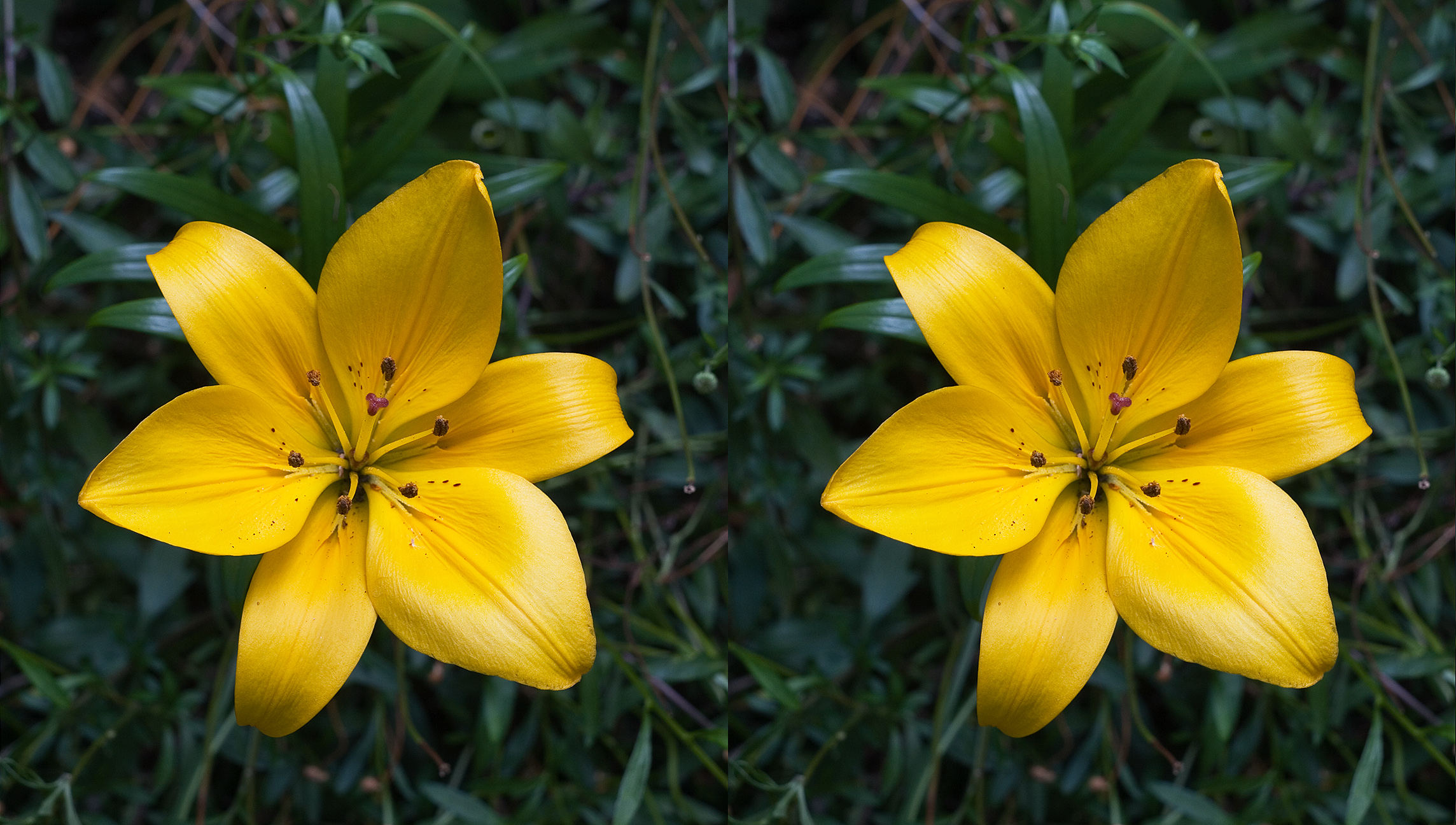
ステレオグラムの写真（交差法）

ステレオグラム（英: stereogram）もしくは立体画、立体図は、立体的印象をもつように描かれた平面に描かれた図や絵あるいは写真。目の焦点を意図的に前後にずらして合わせることで左右の絵を別々の目で見ることにより、立体的に見ることができる。
人間は、片眼では焦点距離、物体の大きさ、重なり、明瞭さ、移動速度、両眼では両眼視差、輻輳などの情報を総合的に利用して立体を認識している。ステレオグラムは両眼視差を利用して画像を立体として認識させる。現実の立体を見るときには、両眼の位置の差から右眼と左眼では異なった像が写っている。この見え方の違いが両眼視差である。この2つの画像の差異を利用して脳は空間の再構築を行う。逆に、平面上の画像でも両眼に視差が生じるように映像を写すことにより、脳に立体として認識させることができる。
この効果は、軍事的な場面でも活用された。偵察機に搭載された解像度の低いカメラ2台によって同時に撮影された2枚の写真を片目ずつで同時に見ることにより、元の写真を単独で見るよりも立体的に知覚でき、カムフラージュを見破ることができたのである。

## ステレオグラムの作り方
ステレオグラムの写真を作るのは非常に簡単で、カメラを左右に6.5センチメートルほどずらして2枚の写真を撮影し、左右に並べるだけである。写真を左右入れ替えると平行法と交差法に切り替わる。普通のカメラやスマホのカメラでも2回シャッターを押すことにより、簡単に作れる（レンズが2つある専用のカメラもある）。また、3DCGソフトでも同様に左右に並べたカメラを設定することによって作れ、動画で出力すれば3Dアニメーションによる立体視も可能である。

## 立体視の見かた

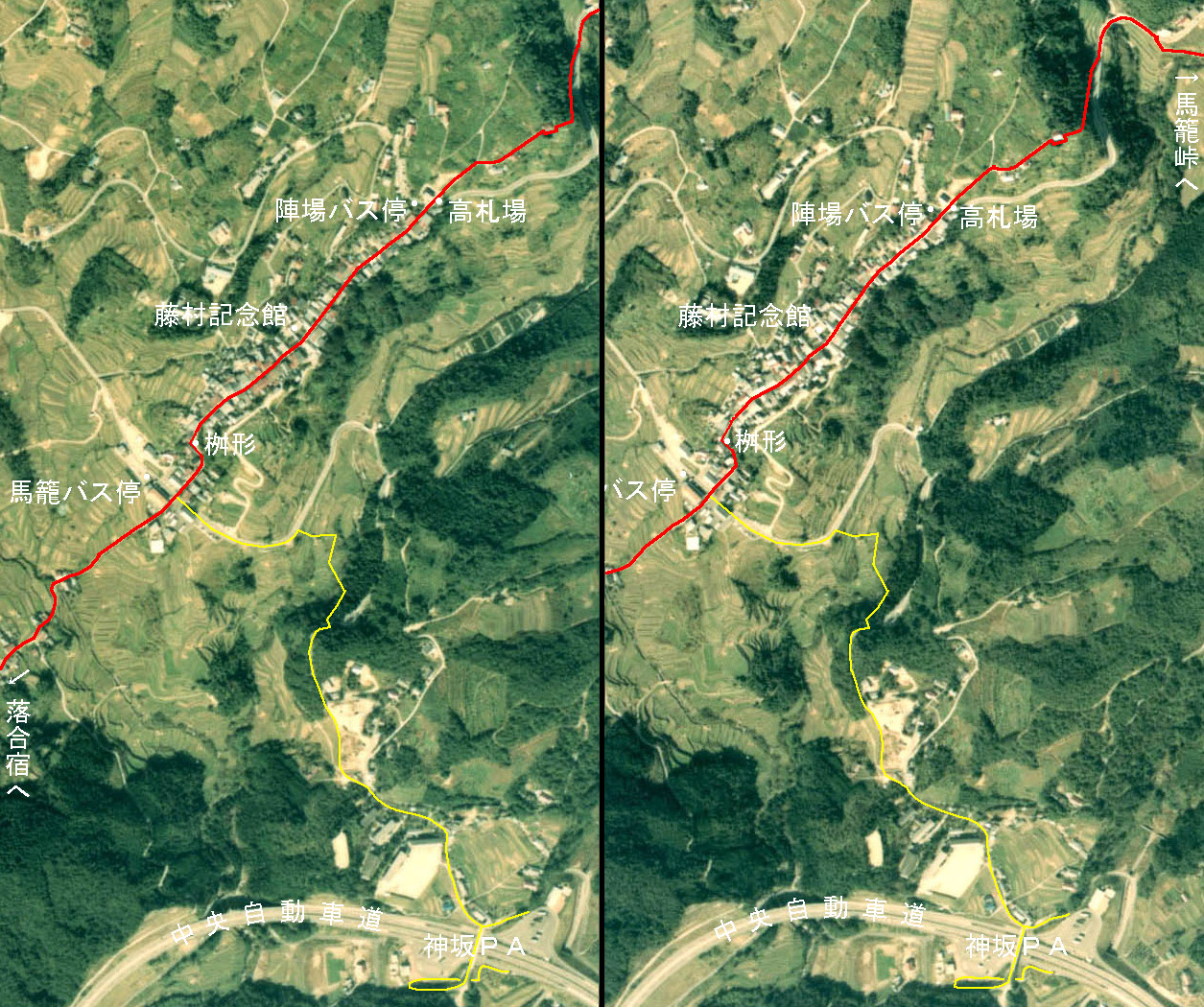
空中写真を用いた立体視画像の例（平行法）。岐阜県中津川市馬籠付近。1977年撮影

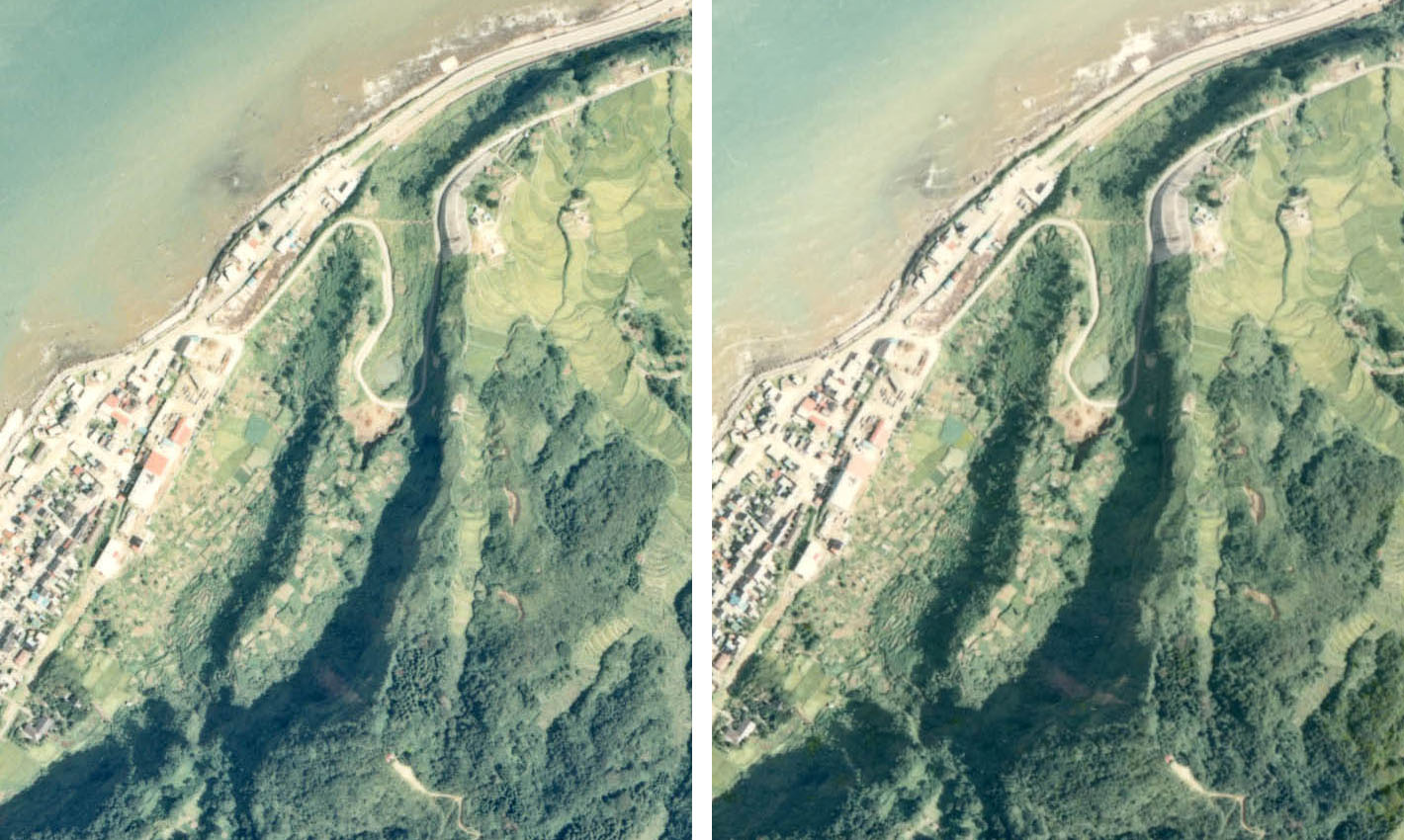
空中写真を用いた立体視画像の例（交差法）。新潟県上越市名立区名立小泊付近。1976年撮影

ステレオグラムの二次元の画像を三次元的に見る方法を立体視といい、いくつかの方法がある。このうち、何も器具を用いず肉眼で直接ステレオグラムの画像を見る方法を「裸眼立体視」という。裸眼立体視には、平行法（英: parallel viewing）と交差法（英: cross-eyed viewing）がある。
平行法は右眼で右の画像を、左眼で左の画像を見る方法であり、交差法は左眼で右の画像を、右眼で左の画像を見る、つまり視線が画像の前で交差するように見る方法である。交差法には、実際に見る2つの画像のサイズを平行法より大きくできるという利点があるうえ、もともと立体視ができない人（弱視、斜視、左右の裸眼視力が極端に異なる〈ただし、眼鏡やコンタクトレンズで矯正できるときを除く〉）にとっては、平行法よりも習得しやすいとされる。最初は難しいが、一度習得すると次からは比較的容易に立体視を行うことができる。
平行法は画像より遠くに焦点を合わせ、交差法は画像より近くに焦点を合わせる。つまり、目と画像との距離によっては立体視が不可能になる可能性がある。また、画像が小さいほど焦点の移動も小さくて済み、簡単である。交差法は近距離に焦点を合わせるため、比較的目が疲れやすい。どちらの方法も2つの画像をブレさせていき、水平に整列した3つの画像が現れるように調整を行う。中央の画像が立体視画像である。
平行法と交差法では立体感が変化するため、画像によって平行法と交差法のどちらで見るか決まっている。例えば、地図画像を誤った方法で見れば、山が谷に見えてしまう。
平行法の練習方法
1. 目から力を抜き、ぼんやり見るような感じで焦点を画像より少し奥に合わせる。すると画像がぼやけて分裂する（2枚の画像が4枚になる）。
2. 焦点を奥へ移動させてゆくと、分裂した画像がお互い中央に向かって重なってゆく。
3. 左右2つの像がちょうど中央で融合する位置で焦点の移動を止める。
4. うまく重なるように焦点を前後に微調整する。成功すれば中央画像が立体的に見える。

2枚の画像が重なるまで目を画像に近づけてからゆっくりと引くと合わせやすい。
交差法の練習方法
1. 画像と眼の中間付近に指を1本立てる。
2. より眼にするような感じで指先を見る（焦点を画像より手前に合わせる）。
3. 視線はそのままで指を抜き、さらに焦点を前後に変えて調整する。
4. うまく重なるように焦点を前後に微調整する。成功すれば中央画像が立体的に見える。

慣れると指がなくても可能である。

## 立体視の構造と素材

### ステレオペア
ステレオペアは、視差が生じるような2枚の画像を左右に並べたステレオグラム。19世紀には、ステレオカメラと呼ばれるわずかに角度をずらした2枚の写真を撮影できるカメラが発明され、ヨーロッパやアメリカで大流行した。日本でも明治時代に撮影されたステレオ写真が残っている。
それぞれ、左側2枚のペアを平行法（⇈）で、右側2枚のペアを交差法（↗↖）でと、どちらの方法でも見ることができるように1つに並べたもの。左端のものと右端のものはまったく同じものなので、実際の画像は2つ=ペアである。

#### ステレオペアの作成方法
ステレオカメラを用いなくても、普通のカメラでステレオペアは容易に撮影できる。
1. 通常どおりに写真を撮影する。
2. カメラを右（または左）に平行移動し、もう1枚撮影する。この際の移動距離をステレオベースと呼び、多くの場合（35ミリカメラ標準レンズの場合）は人の両眼間隔の平均値と同じ6.5センチメートルが適当（主要被写体までの最近距離が約2メートル程度）である。遠くの被写体（東京スカイツリーや山並みなど）を立体的に撮影する場合は、上記の航空写真での立体撮影と同様に長い移動距離が必要となる。その被写体までの撮影距離の2〜3パーセント程度=1/30のルール[3]が目安となる。つまり、10メートル先の被写体の場合は30センチメートル、100メートル先の場合は3メートル移動する必要がある[4]。
3. 仕上がった写真を、撮影した位置通りに左右（または右左）に並べると立体視（平行法）ができる。交差法で見るときは左右を入れ替える。この方法では左右の画像の撮影に時間差が生じるため、動く被写体を撮影することはできない。そのほか、2台のカメラを左右に並べて同時に撮影する方法もある。この場合は2台のカメラのレンズの中心の間隔がステレオベースとなる。

### ウォールペーパー・ステレオグラム
同じ図形の繰り返しパターンを持つ画像は、焦点の合わせ方で異なった距離に見えることがある。これをウォールペーパー・ステレオグラム（壁紙錯視）と呼ぶ。

### ランダム・ドット・ステレオグラム
ランダム・ドット・ステレオグラム (英: Random dot stereogram, RDS) は、一見ノイズのようにしか見えない画像だが、うまく焦点を合わせると立体が浮かび上がってくる画像である。レーダー技術者から知覚研究に転じたユレス・ベーラによって考案された。
初期のランダム・ドット・ステレオグラムは2枚の画像を使用していたが、1枚の画像で立体視が可能な方法が生み出された。単一の画像のみであることから、シングル・イメージ・ランダム・ドット・ステレオグラム (Single Image Random Dot Stereogram, SIRDS) と呼ぶこともある。
- ステレオグラム: Stereograms, Stereographic Animations, Phantograms, and More

### シングル・イメージ・ステレオグラム
シングル・イメージ・ステレオグラム (英: Single Image Stereogram, SIS) は、ランダムな点の代わりに意味のある模様などを用いたステレオグラムである。ステレオグラムの本『マジックアイ』の発売後、1990年以降に流行した。